# Mont Wilson
El Mont Wilson - Mount Wilson (anglès) - és un dels cims més coneguts de la serralada de Califòrnia (Estats Units), San Gabriel Mountains, fa 1.740 m i forma part del bosc Angeles National Forest al Comtat de Los Angeles. És on es troba l'Observatori Mount Wilson i ha esdevingut el centre astronòmic del Sud de Califòrnia amb telescopis de 1.524 mm i de 2.540 mm i torres solars de 18,3 m i de 45,7 m. Encara que no és el cim més alt dels seus voltants, és prou elevat perquè la neu pugui interrompre de vegades les observacions astronòmiques. Mirant des del Mont Wilson cap muntanya interromp la visibilitat fins a l'Oceà Pacífic. En dies clar s'hi pot veure l'Illa Santa Catalina (Califòrnia) que es troba a 70 milles de distància.
El Mount Wilson també és molt utilitzat per posar-hi antenes de ràdio i de televisió per a la zona metropolitana de Los Angeles (Greater Los Angeles Area).

## Història
Els habitants amerindis de San Gabriels probablement pertanyien a diverses tribus dels tongva que vivien a les valls.
La primera exploració registrada a aquesta muntanya va ser la de Benjamin Davis Wilson també conegut com a "Don Benito". Wilson, era avi de George S. Patton, Jr. i era propietari del Rancho San Pascual cap a 1852. Wilson tenia un celler de vi i va anar al Mont (que porta el seu cognom) a cercar-hi fusta adequada per a fer les bótes del seu celler.